# Semiothisa oliva
Semiothisa oliva là một loài bướm đêm trong họ Geometridae.